# Torpille DTCN L3
La torpille DTCN L3 est une torpille lourde polyvalente fabriquée après la Seconde Guerre mondiale par la direction technique des constructions navales (DTCN) pour la marine française. Elle a été remplacée par la torpille DTCN L5.

## Historique
La torpille L3 est développée pour la Marine nationale par direction technique des constructions navales (DTCN) après la Seconde Guerre mondiale et produite par Sintra-Alcatel. 
Elle est testée par le sous-marin Astrée (Q200) (S 608) en 1956 ou 1957.
Elle a été exportée dans la plupart des pays ayant acquis des sous-marins de classe Daphné, notamment l’Espagne.

## Caractéristiques
La L3 est une torpille lourde de 4,30 m et d’un diamètre de 550 mm. Celui-ci n’étant pas habituel, la L3 a été déclinée dans une version destinée à l’export qui est presque identique, mais ayant un diamètre plus standard de 533 mm. D’une masse totale de 910 kg, sa charge militaire comprend 200 kg d’explosif brisant. La L3 peut être tirée depuis des bâtiments de surface ou des submersibles et est uniquement destinée à l’engagement de cibles sous-marines.
Une fois dans l’eau, le moteur électrique de la L3 s’allume et la torpille décrit des cercles et recherchant une cible avec son sonar actif AS-3T. Celui-ci lui permet de détecter des sous-marins dans un rayon de 600 m. Une fois une cible repérée, elle la poursuit à une vitesse de 25 nœuds (46 km/h) sur une distance maximale de 7,50 km. Une fois la cible rejointe, la mise à feu de l’ogive est assurée par une fusée de proximité électromagnétique.

### Données techniques
| Modèle                    | L3 (France)                          | L3 (export)                          |
| ------------------------- | ------------------------------------ | ------------------------------------ |
| Longueur (m)              | 4,30                                 | 4,31                                 |
| Diamètre (mm)             | 550                                  | 533                                  |
| Masse (kg)                | 910                                  | 900                                  |
| Masse de l’ogive (kg)     | 200                                  | 200                                  |
| Type d’explosif           | explosif brisant                     | explosif brisant                     |
| Mise à feu                | fusée de proximité électromagnétique | fusée de proximité électromagnétique |
| Motorisation              | moteur électrique                    | moteur électrique                    |
| Carburant                 |                                      |                                      |
| Vitesse                   | 25 nœuds (46 km/h)                   | 25 nœuds (46 km/h)                   |
| Portée (km)               | 7,50                                 | 7,50                                 |
| Profondeur de plongée (m) | 0-300                                | 0-300                                |
| Guidage                   | sonar actif AS-3T                    | sonar actif AS-3T                    |